# Leskovica, Gorenja vas - Poljane
Leskovica je naselje v Občini Gorenja vas - Poljane. Leskovica leži na približno 800 metrih nadmorske višine. Razprostira se pod pobočjem Blegoša čez Špehovše. Na zahodu jo obdaja Smučarski center Cerkno.
Ime je vas verjetno dobila po grmu leska.
V Leskovici je 32 hiš, ki ležijo na hribovitem terenu. V njih živi približno 110 prebivalcev, ki se ukvarjajo z različnimi dejavnostmi. Nekateri se v službo vozijo v Gorenjo vas, Žiri, Škofjo Loko, Kranj, Ljubljano in celo v Postojno. Drugi se ukvarjajo s kmetijstvom, v vasi pa je tudi obrtniško podjetje - izolaterstvo.
Vas je včasih imela podružnično šolo, ki je že dobrih deset let zaprta zaradi premajhnega števila otrok, zadnja leta pa služi stanovanju in dejavnostim, kot sta ples in aerobika. Otroci se v šolo vozijo v Gorenjo vas (OŠ Ivana Tavčarja). 
Najvišja točka, ki spada pod Leskovico, je Blegoš (1562 metrov). Nanj se vzpenjajo turisti iz cele Slovenije predvsem zaradi razgleda in paše živine, ki jo priženejo Leskovčani.

## Zgodovina
Včasih je malokdo hodil v službo, ceste so bile slabe. Bogatejši kmetje so imeli vprežno živino, največkrat je bil to vol, revnejši, t. i. bajtarji, pa so morali seno in vse pridelke, kar so jih pridelali na njivah, prenesti s koši ali pripeljati z doba narejenimi »cizunki«.
Pred drugo svetovno vojno je bila Leskovica na meji med Italijo in Kraljevino SHS. Starejši ljudje pripovedujejo, da so bili to težki časi za preživetje, saj so velikokrat živeli v strahu in pomankanju. V kraju sta bili gostilna in trgovina, katere ni več zaradi konkurence velikih trgovin in dobre povezave z dolino.
Leta 1994 je Leskovica dobila vodovod in asfaltno cesto iz Kopačnice do začetka vasi, najprej pa so asfalt položili leta 1998.

## Župnišče in cerkev
Leskovica ima župnišče in cerkev, ki je posvečena svetemu Urhu. Cerkev je bila zgrajena leta 1517 (496 let), obnovljena pa v letih 1735, 1853, 1973 in 2001. Ob cerkvi je pokopališče, mrliška vežica in spominska plošča padlim borcem v 2. svetovni vojni. V župniji deluje mešani pevski zbor. Ob poti v Leskovico stojijo tri kapelice.

## Dostop do vasi
V vas je mogoče priti iz treh smeri: 
- s Hotavelj preko Kopačnice
- s Hotavelj čez Volako
- s Cerknega preko Novakov